# グレアム・スーネス
グレアム・ジェームズ・スーネス（Graeme James Souness、 1953年5月6日 - ）は、スコットランド出身の元サッカー選手、サッカー指導者。
現役時代はリヴァプールやミドルズブラ、トッテナム・ホットスパーFCで活躍した。口髭がトレードマークの選手だった。リヴァプールでは通算359試合55ゴールの成績を残した。

## 経歴
1977-78シーズン途中にミドルスブラFCからリヴァプールFCへイングランドのクラブ間同士での移籍金の最高額で移籍、2試合目のホームゲームとなったマンチェスター・ユナイテッド戦で弾丸シュートを決めるなどの活躍で、すぐにポジションを確保した。1984年まで在籍し、ケニー・ダルグリッシュと共に、5度のリーグ制覇、3度のチャンピオンズカップ優勝などのタイトル獲得に貢献した。1978年UEFAチャンピオンズカップ決勝ブルージュ戦ではスルーパスでケニー・ダルグリッシュの決勝ゴールをアシストした。また同大会では1980年10月のオウルン・パロセウラ戦、1981年3月のPFC CSKAソフィア戦と2度のハットトリックを決めている。リヴァプール通算では359試合55ゴールの成績を残した。
その後、イタリア、セリエAの UCサンプドリアに移籍、2シーズンプレーの後、33歳にして、母国スコットランドのレンジャーズFCで選手兼監督としてのキャリアをスタート、以来、リヴァプールやサウサンプトンFCを始め、トルコのガラタサライ、イタリアのトリノ、ポルトガルのSLベンフィカ、ブラックバーン・ローヴァーズFCなど、国外ビッグクラブから中堅クラブまで監督として幅広く指揮した。
スコットランド代表としては、1982年スペインワールドカップ、1986年メキシコワールドカップに出場した。82年大会ではグループリーグのソビエト戦でゴールを決めている。
そして2004年9月、ボビー・ロブソンの後を受けてニューカッスル・ユナイテッドFCの監督に就任しただがチームの成績は下降線をたどり2006年2月に解任された。リヴァプールの監督時代、心臓バイパス手術を3回にわたって受け、今なお薬物治療を続けている。現在コメンテーターとして活躍中の同氏だが、2023年にとある日本人選手を批判したことにより批判が殺到した。現在彼へのコメンテーターとしての仕事のオファーは激減している。

## 選手経歴
- 1970-1972  トッテナム・ホットスパーFC
- 1972-0000  モントリオール・オリンピック
- 1972-1978  ミドルズブラFC
- 1978-1984  リヴァプールFC
- 1984-1986  UCサンプドリア
- 1986-1991  レンジャーズFC

## 指導経歴
- 1986-1991  レンジャーズFC
- 1991-1994  リヴァプールFC
- 1995-1996  ガラタサライ
- 1996-1997  サウサンプトンFC
- 1997-0000  トリノFC
- 1997-1999  SLベンフィカ
- 2000-2004  ブラックバーン・ローヴァーズFC
- 2004-2006  ニューカッスル・ユナイテッドFC

## タイトル

### 個人
- プレミアリーグ月間最優秀監督：2回（1996年10月、1997年4月）